# Pittosporum reflexisepalum
Pittosporum reflexisepalum là một loài thực vật có hoa trong họ Pittosporaceae. Loài này được C.Y. Wu miêu tả khoa học đầu tiên năm 1983.